# Tyranneau à front brun
Pseudotriccus simplex
Ne doit pas être confondu avec Tyranneau brun, Tyranneau à front noir ou Tyranneau à tête brune.
Espèce
Statut de conservation UICN

 LC  : Préoccupation mineure
Le Tyranneau à front brun (Pseudotriccus simplex), aussi appelé Microtyran à front brun, est une espèce de passereaux de la famille des Tyrannidae,.

## Distribution
Cet oiseau vit sur le versant oriental des Andes du sud du Pérou (département de Puno) et de l'ouest de la Bolivie,,.

## Systématique
Cette espèce est monotypique selon la classification de référence du Congrès ornithologique international (version 9.1, 2019).